# IOS (Apple)
IOS (voor juni 2010 iPhone OS) is het besturingssysteem van de iPhone en iPod touch. Het wordt ontwikkeld door Apple. Het is het op een na meest gebruikte besturingssysteem op smartphones. Er zijn ruim 1.400.000 apps beschikbaar in de App Store van Apple, waaruit gebruikers software kunnen downloaden om nieuwe functionaliteit toe te voegen aan het OS.
Het besturingssysteem is oorspronkelijk ontwikkeld voor de iPhone, op basis van het desktopbesturingssysteem macOS. Later is het besturingssysteem uitgebreid naar apparaten als de iPod touch, iPad (in 2019 veranderde dat naar iPadOS) en Apple TV (in 2015 veranderde dat naar tvOS) IOS kreeg zijn eerste naam, iPhone OS, bij het uitkomen van de eerste bèta van het ontwikkelpakket voor applicaties. Bij iOS 4 werd voor het eerst de huidige naam gebruikt, om aan te geven dat het besturingssysteem niet enkel voor de iPhone bedoeld was.

## Geschiedenis
Het besturingssysteem werd voor het eerst openbaar getoond tijdens de Macworld Conference & Expo, op 9 januari 2007, en werd in juni van dat jaar samen met de iPhone uitgebracht. Apple had op dit moment nog geen losse naam voor het besturingssysteem dat zich op de iPhone bevond, en zei enkel dat de iPhone op macOS, Apples desktopbesturingssysteem, draaide. Externe applicaties werden niet ondersteund door het besturingssysteem. Steve Jobs, CEO van Apple, zei hierover dat ontwikkelaars internetapplicaties konden ontwikkelen die volwaardig zijn aan "native" applicaties. Op 17 oktober 2007 kondigde Apple aan dat er een Software Development Kit (SDK) zou worden ontwikkeld, en dat deze in februari van 2008 in de handen van ontwikkelaars zou zijn. Op 6 maart 2008 bracht Apple de iPhone SDK uit, en gaf tegelijkertijd het besturingssysteem zijn eerste naam: iPhone OS.
In september van 2007 had Apple de iPod Touch uitgebracht, die behalve de telefoon grotendeels hetzelfde was als de iPhone. Apple verkocht meer dan een miljoen iPhones tijdens de kerstperiode van 2007. In januari 2010 kondigde Apple de iPad aan, een tablet die hetzelfde besturingssysteem zou gaan draaien. In juni 2010 veranderde Apple de naam iPhone OS in iOS. De naam IOS was al langer in gebruik door Cisco, en om een rechtszaak te voorkomen ging Apple een licentieovereenkomst aan met Cisco.

## Versieoverzicht
| Legenda             | Legenda       | Legenda            |
| ------------------- | ------------- | ------------------ |
| - = niet uitgekomen | = ondersteund | = niet ondersteund |

| iOS-versie  | Beschikbaar       | Laatste patch | Laatste patch     | iPhone | iPhone | iPhone | iPhone | iPhone | iPhone | iPhone | iPhone | iPhone | iPhone | iPhone | iPhone | iPhone | iPhone | iPhone | iPhone    | iPhone | iPhone            | iPhone | iPhone     | iPhone            | iPhone     | iPhone            | iPhone | iPhone | iPhone | iPod Touch | iPod Touch | iPod Touch | iPod Touch | iPod Touch | iPod Touch | iPod Touch |
| iOS-versie  | Beschikbaar       | Laatste patch | Laatste patch     | 2G     | 3G     | 3GS    | 4      | 4S     | 5      | 5C     | 5S     | 6 6+   | 6S 6S+ | SE     | 7 7+   | 8 8+   | X      | Xʀ     | XS XS Max | 11     | 11 Pro 11 Pro Max | SE 2   | 12 12 Mini | 12 Pro 12 Pro Max | 13 13 Mini | 13 Pro 13 Pro Max | SE 3   | 14     | 15     | 1          | 2          | 3          | 4          | 5          | 6          | 7          |
| ----------- | ----------------- | ------------- | ----------------- | ------ | ------ | ------ | ------ | ------ | ------ | ------ | ------ | ------ | ------ | ------ | ------ | ------ | ------ | ------ | --------- | ------ | ----------------- | ------ | ---------- | ----------------- | ---------- | ----------------- | ------ | ------ | ------ | ---------- | ---------- | ---------- | ---------- | ---------- | ---------- | ---------- |
| iPhone OS 3 | 17 juni 2009      | 3.1.3         | 2 februari 2010   |        |        |        | -      | -      | -      | -      | -      | -      | -      | -      | -      | -      | -      | -      | -         | -      | -                 | -      | -          | -                 | -          | -                 | -      | -      | -      |            |            |            | -          | -          | -          | -          |
| iOS 4       | 21 juni 2010      | 4.2.1         | 22 november 2010  |        |        | -      | -      | -      | -      | -      | -      | -      | -      | -      | -      | -      | -      | -      | -         | -      | -                 | -      | -          | -                 | -          | -                 | -      |        |        | -          | -          | -          |            |            |            |            |
| iOS 5       | 12 oktober 2011   | 5.1.1         | 7 mei 2012        |        |        | -      | -      | -      | -      | -      | -      | -      | -      | -      | -      | -      | -      | -      | -         | -      | -                 | -      | -          | -                 | -          | -                 |        | -      | -      | -          |            |            |            |            |            |            |
| iOS 6       | 19 september 2012 | 6.1.6         | 21 februari 2014  |        | -      | -      | -      | -      | -      | -      | -      | -      | -      | -      | -      | -      | -      | -      | -         | -      | -                 | -      | -          | -                 |            |                   | -      | -      |        |            |            |            |            |            |            |            |
| iOS 7       | 18 september 2013 | 7.1.2         | 30 juni 2014      |        |        |        | -      | -      | -      | -      | -      | -      | -      | -      | -      | -      | -      | -      | -         | -      | -                 | -      | -          | -                 |            | -                 | -      |        |        |            |            |            |            |            |            |            |
| iOS 8       | 17 september 2014 | 8.4.1         | 13 augustus 2015  |        |        | -      | -      | -      | -      | -      | -      | -      | -      | -      | -      | -      | -      | -      | -         | -      | -                 | -      |            | -                 |            |                   |        |        |        |            |            |            |            |            |            |            |
| iOS 9       | 16 september 2015 | 9.3.6         | 22 juli 2019      |        |        | -      | -      | -      | -      | -      | -      | -      | -      | -      | -      | -      | -      | -      | -         | -      | -                 |        |            |                   |            |                   |        |        |        |            |            |            |            |            |            |            |
| iOS 10      | 13 september 2016 | 10.3.4        | 22 juli 2019      |        |        | -      | -      | -      | -      | -      | -      | -      | -      | -      | -      | -      | -      | -      | -         |        | -                 |        |            |                   |            |                   |        |        |        |            |            |            |            |            |            |            |
| iOS 11      | 19 september 2017 | 11.4.1        | 9 juli 2018       |        |        |        |        | -      | -      | -      | -      | -      | -      | -      | -      | -      | -      | -      | -         | -      |                   |        |            |                   |            |                   |        |        |        |            |            |            |            |            |            |            |
| iOS 12      | 17 september 2018 | 12.5.5        | 26 maart 2021     |        |        | -      | -      | -      | -      | -      | -      | -      | -      | -      | -      |        |        |        |           |        |                   |        |            |                   |            |                   |        |        |        |            |            |            |            |            |            |            |
| iOS 13      | 19 september 2019 | 13.7          | 1 september 2020  |        |        |        |        |        | -      | -      | -      | -      | -      | -      | -      |        |        |        |           |        |                   |        |            |                   |            |                   |        |        |        |            |            |            |            |            |            |            |
| iOS 14      | 16 september 2020 | 14.8.1        | 26 oktober 2021   |        |        | -      | -      | -      | -      | -      |        |        |        |        |        |        |        |        |           |        |                   |        |            |                   |            |                   |        |        |        |            |            |            |            |            |            |            |
| iOS 15      | 20 september 2021 | 15.8.1        | 22 januari 2024   |        |        |        | -      | -      |        |        |        |        |        |        |        |        |        |        |           |        |                   |        |            |                   |            |                   |        |        |        |            |            |            |            |            |            |            |
| iOS 16      | 12 september 2022 | 16.7.5        | 22 januari 2024   |        |        |        |        | -      |        |        |        |        |        |        |        |        |        |        |           |        |                   |        |            |                   |            |                   |        |        |        |            |            |            |            |            |            |            |
| iOS 17      | 18 september 2023 | 17.6          | 29 juli 2024      |        |        |        |        |        |        |        |        |        |        |        |        |        |        |        |           |        |                   |        |            |                   |            |                   |        |        |        |            |            |            |            |            |            |            |
| iOS 18      | 16 september 2024 | 18.0          | 16 september 2024 |        |        |        |        |        |        |        |        |        |        |        |        |        |        |        |           |        |                   |        |            |                   |            |                   |        |        |        |            |            |            |            |            |            |            |

| iOS-versie | Beschikbaar       | Laatste patch | Laatste patch    | iPad | iPad | iPad | iPad | iPad | iPad | iPad | iPad | iPad | iPad | iPad mini | iPad mini | iPad mini | iPad mini | iPad mini | iPad mini | iPad Air | iPad Air | iPad Air | iPad Air | iPad Air | iPad Pro | iPad Pro | iPad Pro | iPad Pro | iPad Pro | iPad Pro | iPad Pro | iPad Pro | iPad Pro | iPad Pro |
| iOS-versie | Beschikbaar       | Laatste patch | Laatste patch    | 1    | 2    | 3    | 4    | 5    | 6    | 7    | 8    | 9    | 10   | Mini 1    | Mini 2    | Mini 3    | Mini 4    | Mini 5    | Mini 6    | Air      | Air 2    | Air 3    | Air 4    | Air 5    | 9.7"     | 12.9" 1G | 10.5"    | 12.9" 2G | 11" 1G   | 12.9" 3G | 11" 2G   | 12.9" 4G | 12.9" M1 | 11" M1   |
| ---------- | ----------------- | ------------- | ---------------- | ---- | ---- | ---- | ---- | ---- | ---- | ---- | ---- | ---- | ---- | --------- | --------- | --------- | --------- | --------- | --------- | -------- | -------- | -------- | -------- | -------- | -------- | -------- | -------- | -------- | -------- | -------- | -------- | -------- | -------- | -------- |
| iPhoneOS 3 | 3 april 2010      | 3.2.2         | 11 augustus 2010 |      | -    | -    | -    | -    | -    | -    | -    | -    | -    | -         | -         | -         | -         | -         | -         | -        | -        | -        | -        | -        | -        | -        | -        | -        | -        | -        | -        | -        | -        | -        |
| iOS 4      | 22 november 2010  | 4.3.5         | 25 juli 2011     |      | -    | -    | -    | -    | -    | -    | -    | -    | -    | -         | -         | -         | -         | -         | -         | -        | -        | -        | -        | -        | -        | -        | -        | -        | -        | -        | -        | -        | -        |          |
| iOS 5      | 12 oktober 2011   | 5.1.1         | 7 mei 2012       |      | -    | -    | -    | -    | -    | -    | -    | -    | -    | -         | -         | -         | -         | -         | -         | -        | -        | -        | -        | -        | -        | -        | -        | -        | -        | -        | -        | -        |          |          |
| iOS 6      | 19 september 2012 | 6.1.3         | 19 maart 2013    |      |      | -    | -    | -    | -    | -    |      | -    | -    | -         | -         | -         | -         | -         | -         | -        | -        | -        | -        | -        | -        | -        | -        | -        | -        | -        | -        | -        |          |          |
| iOS 7      | 18 september 2013 | 7.1.2         | 30 juni 2014     | -    | -    | -    | -    | -    |      | -    | -    | -    | -    | -         |           | -         | -         | -         | -         | -        | -        | -        | -        | -        | -        | -        | -        | -        | -        |          |          |          |          |          |
| iOS 8      | 17 september 2014 | 8.4.1         | 13 augustus 2015 | -    | -    | -    | -    | -    |      | -    | -    | -    | -    |           | -         | -         | -         | -         | -         | -        | -        | -        | -        | -        | -        | -        | -        |          |          |          |          |          |          |          |
| iOS 9      | 16 september 2015 | 9.3.6         | 22 juli 2019     | -    | -    | -    | -    | -    |      | -    | -    | -    | -    | -         | -         |           |           | -         | -         | -        | -        | -        | -        | -        | -        |          |          |          |          |          |          |          |          |          |
| iOS 10     | 13 september 2016 | 10.3.4        | 22 juli 2019     |      |      |      | -    | -    | -    | -    |      | -    | -    | -         | -         | -         | -         |           |           | -        | -        | -        | -        | -        | -        |          |          |          |          |          |          |          |          |          |
| iOS 11     | 19 september 2017 | 11.4.1        | 9 juli 2018      |      |      | -    | -    | -    | -    | -    | -    | -    | -    | -         | -         | -         | -         | -         | -         | -        |          |          |          |          |          |          |          |          |          |          |          |          |          |          |
| iOS 12     | 17 september 2018 | 12.5.5        | 3 mei 2021       | -    | -    | -    |      | -    |      | -    | -    |      | -    |           | -         | -         | -         | -         |           |          |          |          |          |          |          |          |          |          |          |          |          |          |          |          |
| iPadOS 13  | 24 september 2019 | 13.7          | 1 september 2020 |      | -    | -    |      |      | -    |      | -    | -    | -    |           |           | -         | -         |           |           |          |          |          |          |          |          |          |          |          |          |          |          |          |          |          |
| iPadOS 14  | 16 september 2020 | 14.8.1        | 26 oktober 2021  |      | -    | -    |      | -    |      |      |      |      | -    |           |           |           |           |           |           |          |          |          |          |          |          |          |          |          |          |          |          |          |          |          |
| iPadOS 15  | 20 september 2021 | 15.7.8        | 24 juli 2023     |      |      |      |      |      |      |      |      |      | -    |           |           |           |           |           |           |          |          |          |          |          |          |          |          |          |          |          |          |          |          |          |
| iPadOS 16  | 24 oktober 2022   | 16.7.8        | 13 mei 2024      |      |      |      |      |      |      |      |      |      |      |           |           |           |           |           |           |          |          |          |          |          |          |          |          |          |          |          |          |          |          |          |
| iPadOS 17  | 18 september 2023 | 17.5.1        | 20 mei 2024      |      |      |      |      |      |      |      |      |      |      |           |           |           |           |           |           |          |          |          |          |          |          |          |          |          |          |          |          |          |          |          |

### Vroege versies
De eerste versie, iPhone OS, kwam uit bij de release van de iPhone. In versie 1.1 werd ondersteuning voor de iPod Touch toegevoegd. Bij de introductie van de iPhone 3G werd versie 2.0 van iPhone OS ingevoerd. De grote wijziging was de toevoeging van de App Store, waarin gebruikers applicaties konden verkrijgen. De update kostte $ 9,95 voor gebruikers van de iPod Touch. Het was de eerste versie van iPhone OS die Nederlands ondersteunde. IOS 3.0 werd uitgebracht op 17 juni 2009, bij de release van de iPhone 3GS. Ook deze update kostte $9,95 voor gebruikers van de iPod Touch. Versie 3.0 bood verschillende nieuwe features, zoals knippen en plakken en mms. IPhone OS 3.2 was de versie die op de iPad voorgeïnstalleerd stond. Sinds versie 4 heet iPhone OS voortaan iOS.
IOS werkt alleen op apparaten die zijn uitgebracht door Apple. Nieuwe versies van iOS worden echter niet altijd uitgebracht voor oudere apparaten. Zo kwam een jaar na de laatste verkoop van de iPhone 4 (het 8GB-model werd verkocht tot 10 september 2013) geen upgrade naar iOS 8 (beschikbaar sinds 17 september 2014) meer uit voor dit model.

### iOS 4
Deze update is op 21 juni 2010 vrijgegeven aan gebruikers van de iPhone 3GS, de iPhone 4 en de iPod Touch derde en vierde generatie. Op de iPhone 4, die drie dagen later uitkwam, was iOS 4 voorgeïnstalleerd. Gebruikers van de iPhone 3G en iPod Touch tweede generatie kregen een variant met beperkte functionaliteit. De eerste iPhone en eerste generatie iPod Touch kregen geen update. De update was voor alle gebruikers gratis. De belangrijkste features van iOS 4 waren onder andere de toevoeging van multitasking, FaceTime-beeldbellen en mappen, waarmee de gebruiker applicaties kon organiseren.
In latere versies zijn nog verschillende andere features toegevoegd, zoals Game Center (4.1), HDR-fotografie (4.1), iTunes Ping (4.1), Airplay-streaming van video, foto's en muziek (4.2) en het delen van internet door middel van Persoonlijke Hotspot. IOS 4.2 was de eerste update waarin de iPad ondersteund werd. Eerder had de ondersteuning van de iPad vertraging opgelopen omdat er wifi- en 3G-verbindingsproblemen waren.

### iOS 5
Tijdens de WWDC 2011 werd iOS 5 aangekondigd, de nieuwste grote release van iOS. De update werd op 12 oktober 2011, tegelijk met release van de iPhone 4s, beschikbaar gesteld aan gebruikers van de iPhone 3GS, de iPhone 4 en de iPhone 4s, de iPad 1, iPad 2, iPod Touch derde en vierde generatie. IOS 5 biedt verschillende nieuwe features, zoals iCloud, de cloud-opslagdienst van Apple, en het Notification Center, een centrale plek waar gebruikers zaken als berichtgeving en gemiste gesprekken terug kunnen vinden.
In iOS 5 is het voor het eerst mogelijk een iOS-apparaat te gebruiken zonder het eerst in te stellen door middel van een computer. Een apparaat kan automatisch zaken zoals muziek, contactpersonen synchroniseren met iCloud, waardoor het niet meer noodzakelijk is om een apparaat te verbinden met een pc. Hiervoor moet de gebruiker zijn spullen wel eerst uploaden naar iCloud. Daarnaast is er ondersteuning voor over-the-air updates, zodat een gebruiker niet meer zijn iPhone aan een pc of Mac hoeft te koppelen om te kunnen updaten naar een nieuwe versie.
Een andere vernieuwing is de applicatie iMessage, waarmee de gebruiker berichten kan sturen naar alle iOS-apparaten met iOS 5. Dit is ook mogelijk op apparaten die geen sms-functie hebben. iMessage is geïntegreerd met het verzenden van sms-berichten op de iPhone. Ook het versturen van berichten naar mensen die geen iOS 5 gebruiken is mogelijk: het bericht wordt dan automatisch omgezet naar een e-mail, een sms of een mms.

#### iOS 5.1
iOS 5.1 heeft het volgende verbeterd en/of veranderd tegenover iOS 5.0.1:
- Japanse taalondersteuning voor Siri (beschikbaarheid in eerste instantie beperkt).
- Het is nu mogelijk om foto’s te verwijderen uit de fotostream.
- De cameraknop is nu altijd zichtbaar op het toegangsscherm van de iPhone 4s, iPhone 4, iPhone 3GS en iPod touch (4e generatie).
- Gezichtsherkenning van de camera markeert nu alle herkende gezichten.
- Nieuw ontworpen Camera-app voor de iPad.
- Genius-mixen en Genius-afspeellijsten voor iTunes Match-abonnees.
- Geoptimaliseerde audio voor tv-programma’s en films op de iPad zorgt voor luider en helderder geluid.
- Podcast-regelaars voor de afspeelsnelheid en terugspoelinterval van 30 seconden voor de iPad.
- Oplossingen voor problemen die van invloed waren op de batterijduur.
- Oplossing voor een probleem waardoor het geluid van uitgaande gesprekken af en toe kon wegvallen.
- Het dichten van lekken die gebruikt kunnen worden bij jailbreaks

### iOS 6
Tijdens de WWDC 2012 werd iOS 6 aangekondigd. De versie is ook beschikbaar op het internet als download voor leden van het iOS-ontwikkelaarsprogramma. Het systeem draait op de iPad 2, de derde en vierde generatie iPad, iPhone 3GS/4/4s/5 en iPod touch 4de en 5de generatie. Qua interface verschilt deze versie niet of nauwelijks van iOS 5.
Nieuwe functies, verbeteringen en veranderingen ten opzichte van iOS 5 zijn:
- Siri-spraakbesturing ook voor de iPad (derde generatie), met ondersteuning voor meer talen, maar niet het Nederlands.
- Ingebouwde Klok-app voor de iPad zoals die van de iPhone
- Nieuwe iCloud-functies
- De niet-storenfunctie waarbij bij telefoontjes, berichten en andere meldingen het scherm niet oplicht en het apparaat niet trilt
- Maps: de kaarten zijn in iOS 6 verbeterd voor routes van vliegtuigen en 3D-plattegronden en zijn in hogere resolutie beschikbaar. Google Maps werd vervangen door Apple Maps.
- Facebook-integratie
- FaceTime ook over 3G/4G
- Nieuw privacytabblad in Instellingen
- Dichten van beveiligingslekken die o.a. gebruikt kunnen worden voor een jailbreak
- In iOS 6 is er niet langer een ingebouwde mobiele app voor YouTube.[18] (Deze werd er al uitgehaald bij bèta 4 van deze iOS).
- Nieuw uiterlijk voor iTunes Store en App Store.

### iOS 7
Tijdens de WWDC (10 juni 2013) is iOS 7 geïntroduceerd. Het product is volledig op de schop gegaan qua uiterlijk. Het bevat ook meer dan 200 nieuwe functies, waaronder:
- Vernieuwde interface.
  - Vernieuwde pictogrammen.
  - Vernieuwd toegangsscherm (lockscreen).
  - Ander lettertype.
  - Vernieuwde systeemapps.
  - Nieuw toetsenbord.
  - Nog sterkere iCloud-integratie.
- Belangrijke functies aan- en uitzetten, zoals wifi en bluetooth, vanuit toegangsscherm. Dit heet 'Control Center' en wordt geactiveerd door omhoog te vegen.
- Nieuwe versie van Safari.
- Standaard-camera-app op iPhone heeft nu ook filters.
- Dynamische achtergrond.
- Nieuwe manier van multitasken met App-previews.
- iTunes Radio (Alleen in de Verenigde Staten).
- Vanaf deze versie tikt het klok-icoontje op het startscherm ook mee.
- Nu kan men de flits als lampje gebruiken in het donker via 'Control Center'.
- Gebruikers kunnen nu ook een audiogesprek voeren via facetime tussen Mac, iPod Touch, iPad en iPhone.
- Nieuwe stem voor Siri (Apples virtuele assistente).

Op 24 juni 2013 werd iOS 7 beta 2 uitgebracht voor de ontwikkelaars. Apple beweert dat hierin het grootste gedeelte van de initiële bugs opgelost is. Op 8 juli 2013 werd de derde bèta uitgebracht, de vierde bèta werd vrijgegeven op 29 juli 2013. Op 6 augustus 2013 werd de vijfde bèta een week eerder uitgebracht dan verwacht. Op 15 augustus is bèta 6 vrijgegeven.
Onder meer in Nederland en België werd iOS 7 op 18 september 2013 vrijgegeven voor alle iOS 7-compatibele apparaten, dat zijn de iPhones 4, 4s, en 5 (en daarna de 5s en 5c), de iPads 2, 3, en 4, en de vijfde generatie iPod Touch.

#### iOS 7.1
iOS 7.1 werd uitgebracht op 10 maart 2014.
- Speciaal voor de auto ontworpen iOS-interface genaamd CarPlay met ondersteuning voor Telefoon, Muziek, Kaarten en Berichten evenals audio-apps van derden, inclusief Siri.
- Zelf bepalen wanneer Siri luistert door de thuisknop ingedrukt te houden terwijl de gebruiker praat en deze los te laten als hij uitgesproken is, in plaats van Siri automatisch te laten herkennen wanneer hij stopt met praten.
- Nieuwe, natuurlijker klinkende mannen- en vrouwenstemmen voor Chinees (Mandarijn), Brits Engels, Australisch Engels en Japans voor Siri.
- Met een tik op de knop albums kopen vanuit het scherm met het huidige nummer in iTunes Radio.
- Abonneren op iTunes Match vanaf een iPhone, iPad of iPod touch om te luisteren naar iTunes Radio zonder reclame.
- Activiteitenweergave in de maandweergave en weergave van nationale feestdagen voor diverse landen van de agenda-app.
- Vette tekst wordt nu ook gebruikt voor het toetsenbord, de rekenmachine en veel symbolen.
- Bewegingsvermindering wordt toegepast in Weer, Berichten en bewegende onderdelen bij multitasking.
- Nieuwe mogelijkheden om knopvormen weer te geven, appkleuren donkerder te maken en het witpunt te verminderen.
- HDR kan op automatisch gezet worden.
- iCloud-sleutelhanger wordt in meer landen ondersteund.
- Berichtgeving over FaceTime-gesprekken wordt automatisch gewist als de gebruiker het gesprek aanneemt op een ander apparaat.
- Verder bevat iOS 7.1 verscheidene bug fixes en prestatie verbeteringen.

### iOS 8
IOS 8 werd gedemonstreerd op 2 juni 2014. In de herfst van 2014 werd iOS 8 voor alle gebruikers beschikbaar. Tot dan konden enkel ontwikkelaars de bètaversie gebruiken. Qua uiterlijk is het praktisch hetzelfde als iOS 7, er zijn vooral nieuwe functies toegevoegd. Zo zijn er nu widgets te zien in het notificatiecentrum en heeft het vergrendelscherm een noodgevalknop gekregen waarbij men bij een ongeval makkelijk het medische ID van het slachtoffer kan opvragen of de hulpdiensten kan bellen. Ook voegde Apple een Health-app toe aan iOS 8. Vanaf 17 september 2014 is iOS 8 voor iedereen met een iPhone 4s, iPhone 5, iPhone 5s, iPhone 5c, iPod touch vijfde generatie, iPad 2, iPad derde/vierde generatie, iPad Air, iPad mini of iPad mini Retina beschikbaar en te downloaden. Voor personen die een iPhone 6, iPhone 6 plus, iPad Air 2 of iPad mini derde generatie gekocht hebben is iOS 8 al geïnstalleerd.

#### iOS 8.2
Deze software update biedt ondersteuning voor de nieuwe Apple Watch.

#### iOS 8.3
Siri spreekt sinds deze update enkele nieuwe talen waaronder Russisch, Deens, Nederlands, Thais, Turks, Zweeds en Portugees. Naast Siri heeft Apple in deze update ook hun emoji-platform uitgebreid door meer diversiteit in huidskleuren aan te bieden. Standaard komen deze emoji's met een geelachtige huidskleur als verwijzing naar de standaard gele emoji's. Naast al deze nieuwe huidskleuren biedt het emoji-platform ook meer homoseksuele emoji's aan, wat voor meer diversiteit zorgt.

#### iOS 8.4
Sinds iOS 8.4 is Apple Music (een streamingdienst voor muziek) beschikbaar voor iedereen.

### iOS 9
Tijdens de WWDC 2015 werd iOS 9 aangekondigd. In iOS 9 werd Siri sterk verbeterd en werd het multitasken verbeterd op de iPad. Verder werden de apps Kaarten, Passbook, Kiosk en Notities hevig aangepast. IOS 9 is compatibel met dezelfde apparaten als iOS 8. Daarmee ondersteunt het alle iPhones sinds de iPhone 4S, de iPad 2 en de 4de generatie iPad, alle iPad Minis, alle iPad Airs en de iPod Touch 5de generatie.
Siri heeft diepere integratie gekregen met Spotlight (het zoeksysteem op iOS) is een proactievere assistente geworden. Zo weet Siri bijvoorbeeld beter wat de gebruiker wil en kan Siri de gebruiker beter helpen. Daarbij kan Siri vanaf iOS 9 ook Vlaams spreken. Spotlight heeft vanaf iOS 9 diepere integratie met apps en met Siri. Zo kunnen bijvoorbeeld notities uit een alternatieve notitie-app worden gevonden door Spotlight.
Het is onder andere ook mogelijk om vanaf iOS 9 meerdere apps naast elkaar te draaien of om een app in een andere app weer te geven (door middel van Picture in Picture). Deze multitaskfuncties zijn echter alleen beschikbaar op de iPad air 2 en nieuwere modellen. Er zal vanaf iOS 9 een optie zijn om iCloud Drive op het beginscherm te tonen en door middel daarvan te bladeren op iCloud Drive.
Notities kunnen vanaf iOS 9 onder andere ook checklists bevatten maar het invoegen van foto's, het bewerken van tekst of data vanuit andere apps noteren zal sneller en makkelijker zijn. Vanwege de (steeds betere) ondersteuning is besloten om Passbook te hernoemen naar Wallet. Buiten om het icoon en de naam is er verder niets aan deze app gewijzigd. Kiosk zal worden vervangen door News. Via News kunnen gebruikers zich abonneren op verschillende nieuwswebsites en tijdschriften. In kaarten zal het in iOS 9 mogelijk zijn om verschillende vertrektijden van het openbaar vervoer te bekijken en meer informatie over een plaats, activiteit, gebouw of bedrijf te bekijken.

### iOS 10
Tijdens de WWDC 2016 werd iOS 10 aangekondigd. IOS 10 lijkt qua uiterlijk op iOS 9, maar toch zijn er een paar veranderingen. Zo is het bedieningspaneel (Control Center) volledig herontworpen en heeft het nu meer kleur. Notificaties zien er ook anders uit: ze zijn minder doorzichtig en wat meer wit. Het bekende 'slide to unlock' is met ingang van iOS 10 verdwenen: in plaats daarvan krijgt de gebruiker een Widgets-paneel.
Om het toestel toch te ontgrendelen, moet de gebruiker de homeknop een maal indrukken. Verschillende apps waaronder Kaarten zijn ook volledig herontworpen. Het is vanaf iOS 10 ook mogelijk om standaard Apple-apps te verbergen, waardoor ze niet meer op het homescreen staan.
IOS 10 is beschikbaar vanaf de iPad 4 of hoger, de iPhone 5 of hoger en de iPod touch 6.

### iOS 11
IOS 11 werd aangekondigd op 5 juni 2017 tijdens Apples WWDC, en kwam beschikbaar op 19 september 2017. Vernieuwingen zijn te vinden in de App Store, het bedieningspaneel, slepen van bestanden, een verbeterd toetsenbord, de functie 'niet storen' tijdens het autorijden, Augmented Reality, een nieuw foto- en videoformaat, AirPlay 2, en nieuwe emoji. 32 bits-applicaties worden vanaf iOS 11 niet meer ondersteund.

### iOS 12
IOS 12 werd aangekondigd op 4 juni 2018 tijdens Apples WWDC en kwam beschikbaar op 17 september 2018. Verbeteringen zijn te vinden in de prestaties. Nieuwe elementen zijn onder meer te vinden in Berichten, Facetime, Foto's, Safari en Kaarten. De applicatie iBooks is hernoemd naar Apple Books. Nieuw is ook Schermtijd, waarmee inzicht kan worden gekregen in de gebruikstijd.

### iOS 13
IOS 13 werd aangekondigd op 3 juni 2019 tijdens Apples WWDC en kwam beschikbaar op 19 september 2019. Nieuw in deze versie zijn; donkere modus, verbeterde Foto's en Camera, verbeterde privacy en beveiliging met o.a. Sign in with Apple, verbeterde Apple Maps, verbeterde Siri, nieuwe Memoji-functionaliteiten, verbeterde Herinneringen-applicatie, geheel vernieuw CarPlay-Dashboard en verbeterde prestaties. En daarnaast nog tal van andere kleine verbeteringen.

### iOS 14
Apple kondigde iOS 14 aan op 22 juni 2020 tijdens het jaarlijkse WWDC event en zal in het najaar van 2020 beschikbaar komen. Nieuwe functies zijn onder andere; uitbreiding van het homescherm met widgets en een App Library, picture-in-picture waardoor gebruikers kunnen doorgaan met het bekijken van een video in een miniatuurweergave terwijl ze andere taken uitvoeren en de mogelijkheid om een auto te openen/starten met het vernieuwde CarPlay.

### iOS 15
De aankondiging van iOS 15 gebeurde op 7 juni 2021 tijdens het jaarlijkse WWDC-evenement. Op 20 september 2021 werd iOS 15 voor het brede publiek beschikbaar gemaakt. De focus van iOS 15 ligt voornamelijk op het in contact blijven met anderen, onder meer Facetime heeft heeft er met SharePlay, ruimtelijk audio en rasterweergave heel wat nieuwe functies bij gekregen. Ook de berichtenapp kreeg een update met functies voor het delen van inhoud, fotoverzamelingen en nieuwe Memoji. Dankzij de nieuwe focus en meldingen instellingen kan je afleiding voorkomen, eenvoudig wisselen tussen werk en privé modus, en meldingen eenvoudig groeperen. De kaarten app integreert beter met het openbaar vervoer, de Wallet app kan je huissleutels vervangen en tekst op afbeeldingen kan automatisch worden herkend en in bepaalde talen vertaald. Spotlight geeft je nog uitgebreidere resultaten en helpt je zoeken in je foto's, waarvan de terugblikken een nieuwe levendigen en interactieve interface kreeg. Safari kreeg een nieuw ontwerp met een tabbladbalk onderaan en tabgroepen. Rond privacy voegt iOS 15 privacyrapporten voor apps toe, net als privacybescherming in mail. Voor iCloud+-abonnees komt er ook functionaliteit om het e-mailadres van de gebruiker te verbergen en privédoorgifte in iCloud bij. Verder kregen ook andere apps nieuwe en verbeterde functionaliteit.
IOS 15 is beschikbaar voor de iPhone 6s en recenter, en de iPod touch van de 7de generatie.

### iOS 16
Apple kondigde iOS 16 aan op 6 juni 2022 tijdens de WWDC. Het kwam op 12 september 2022 beschikbaar voor het publiek. De grootste verandering in iOS 16 is dat het toegangsscherm kan worden aangepast, zoals met een ander lettertype en een widget voor het tonen van het weer, de agenda, tijdzones, wekkers en Activiteit-ringen. Daarbij kunnen meerdere toegangsschermen worden aangemaakt, elk met een aan te passen stijl

### iOS 26
Op 10 juni 2025 kondigde Apple aan dat iOS 18 wordt opgevolgd door iOS 26 om zo gelijk te lopen met het jaar.

## Eigenschappen

### Bediening
De gebruikersinterface van iOS is gebaseerd op "direct manipulation", het direct manipuleren van objecten die in beeld zijn. Het besturingssysteem is ontworpen om bediend te worden met de vinger van de gebruiker. Daarnaast kan het apparaat reageren op de sensoren die in de apparaten ingebouwd zitten, zoals de accelerometer (om liggende of staande positie te detecteren), afstandssensor (om te detecteren of de gebruiker de telefoon tegen zijn oor houdt) en een lichtsensor, om de helderheid van het beeldscherm automatisch bij te stellen.

### Interface
Op het beginscherm, ook wel homescreen of springboard genoemd, zijn pictogrammen van applicaties terug te vinden die zich op het apparaat bevinden. Ook kan de gebruiker koppelingen naar websites toevoegen aan het beginscherm. Het beginscherm bestaat uit maximaal 11 pagina's, die, afhankelijk van het apparaat dat gebruikt wordt, 4x4, 4x5 of 4x6 pictogrammen kunnen bevatten. Daarnaast bevindt zich onderaan een dock, waarin gebruikers van een iPhone 4 pictogrammen kunnen plaatsen, bij gebruikers van een iPad kan dit oplopen tot 6 pictogrammen. Het dock heeft op alle pagina's van het beginscherm dezelfde pictogrammen. Sinds iOS 4 is het mogelijk om applicaties in mappen te groeperen. Door op het beginscherm naar links te gaan (iPhone OS tot iOS 6) of van boven naar beneden te vegen op het scherm (vanaf iOS 7), kan de gebruiker de zoekfunctie Spotlight openen. In Spotlight kan de gebruiker het apparaat doorzoeken op dingen als contactpersonen, e-mails en muzieknummers.
Boven aan het scherm bevindt zich een statusbalk, waarin onder meer de signaalsterkte van de draadloze netwerkverbindingen, de status van de batterij en een klok terug te vinden zijn. Deze balk bevindt zich bijna altijd in beeld, ook als er een applicatie geopend is. Applicaties die het volledige scherm nodig hebben, bijvoorbeeld om een filmpje af te spelen, kunnen ervoor kiezen om de statusbalk te verbergen. Applicaties kunnen standaard enkel door de gebruiker afgesloten worden door de home-knop in te drukken.
De statusbalk kan sinds iOS 5 naar beneden gesleept worden om het berichtencentrum te tonen. Het berichtencentrum wordt kan ook worden geactiveerd wanneer het apparaat vergrendeld is, de gebruiker kan dit in instellingen uitschakelen indien die dit niet wenst. In het berichtencentrum wordt recente berichtgeving weergegeven, bijvoorbeeld gemiste telefoongesprekken, sms-berichten en e-mails. De gebruiker kan direct vanuit het berichtencentrum overschakelen naar het programma waar het bericht bij hoort.

### Applicaties
Apple levert standaard meer dan twintig applicaties mee. Het exacte aantal is afhankelijk van de hardware van het apparaat. Zo heeft de eerste iPad vanwege het ontbreken van een camera geen camera-app, en hebben eerdere iPhones geen FaceTime-applicatie vanwege het ontbreken van een camera aan de voorkant.
Verder is het mogelijk om applicaties te installeren vanuit de iTunes App Store. Deze softwarewinkel is de enige die op het platform is toegestaan door Apple. In de App Store zijn ruim 500.000 applicaties terug te vinden. Een deel van de applicaties is gratis, maar de meeste applicaties zijn betaald, en variëren in prijs tussen 89 cent en enkele honderden euro's. Naast de toegestane softwarewinkel bestaan er echter ook onofficiële alternatieven, waarvan Cydia het bekendste is.
Applicaties kunnen gebruikmaken van multitasking, een manier om taken in de achtergrond uit te kunnen voeren. Apple heeft het multitasken beperkt tot de volgende zeven mogelijkheden, om te voorkomen dat applicaties te veel zouden vragen van de batterij of de processor:
- Achtergrondgeluid. Hiermee kunnen applicaties die bijvoorbeeld internetradio aanbieden, hun muziek af blijven spelen.
- Voice over IP, of VoIP. Hiermee kunnen programma's als Skype internetgesprekken uitvoeren.
- Locatiediensten, waardoor applicaties op de hoogte worden gebracht van locatieveranderingen.
- Pushberichten, berichten voor de gebruiker die via het internet worden verstuurd.
- Lokale berichten, berichten voor de gebruiker die vanuit de applicatie zelf worden verstuurd
- Het afmaken van taken, bijvoorbeeld het uploaden van foto's.
- Snel wisselen tussen applicaties.

De gebruiker kan snel wisselen tussen applicaties door twee keer op de home-knop te drukken. Dit opent de multitaskingweergave, waarin recent gebruikte applicaties worden getoond. In deze weergave is het mogelijk naar rechts en naar links te scrollen om eerder gebruikte applicaties te tonen. Door een applicatie van onder naar boven te slepen wordt die applicatie geforceerd uitgeschakeld. Alle achtergrondtaken die op dat moment bezig waren worden gestopt.

## Ontwikkeling en jailbreak
Applicaties voor de iPhone kunnen gebouwd worden in het programma Xcode. Ze worden, net als applicaties voor macOS, geschreven in Objective-C, een variant van programmeertaal C, en Swift. Het maken van applicaties is enkel mogelijk op macOS. In de SDK van iOS wordt onder meer een simulator meegeleverd en sinds Xcode 7 is het mogelijk om zonder betalend Developer-lid te zijn applicaties op het apparaat te sideloaden.
Applicaties kunnen door de ontwikkelaars uitgegeven worden in de App Store van Apple. Applicaties kunnen zowel gratis als tegen betaling worden aangeboden. Bij betaalde applicaties krijgt Apple 30 procent van de inkomsten, de ontwikkelaar ontvangt de resterende 70 procent. Bij gratis applicaties hoeft de ontwikkelaar niets te betalen aan Apple. Apple zegt zelf dat het niet of nauwelijks winst maakt op de App Store, omdat de kosten van het aanbieden van gratis applicaties bijna even groot zijn als de inkomsten van betaalde applicaties.

### Jailbreak
Sinds de eerste iPhone zijn er mensen die hulpmiddelen ontwikkelen om de door Apple opgelegde beperkingen te doorbreken. Oorspronkelijk is het jailbreaken ontstaan om het installeren van applicaties mogelijk te maken. Een belangrijk onderdeel van het jailbreaken is de applicatiewinkel Cydia, waarin applicaties worden aangeboden buiten de licentievoorwaarden van Apple om (jailbreaken is echter wel legaal).
Sinds de komst van de App Store is de focus van het jailbreaken anders komen te liggen. Waar het voorheen vooral ging om het aanbieden van applicaties in het algemeen, richt men zich tegenwoordig vooral op het aanbieden van functionaliteit die niet aangeboden wordt in de App Store, vanwege beperkingen van Apple. Ook is het veranderen van de interface, door het installeren van thema's, een belangrijke reden voor het jailbreaken. Apple heeft in recente versies van iOS verschillende functionaliteiten verwerkt die voorheen alleen met een jailbreak mogelijk waren (zoals het Control Center, eerst alleen mogelijk via SBSettings maar ook het maken van video's).
Voor het uitvoeren van een jailbreak is het meestal noodzakelijk om een programma te installeren op de computer waarmee het apparaat wordt gesynchroniseerd. In sommige gevallen wordt het jailbreaken op een andere manier uitgevoerd. Zo was er bijvoorbeeld Jailbreakme.com, waarmee de gebruiker enkel door het bezoeken van deze website een jailbreak kon uitvoeren. Een unlock kan men meestal als extra optie laten uitvoeren bij het jailbreaken. De laatste tijd worden unlocks ook nog weleens aangeboden als programma's, die de gebruiker kan installeren via Cydia.